# Spinexocentrus laosensis
Spinexocentrus laosensis là một loài bọ cánh cứng trong họ Cerambycidae.